# И смех, и грех (фильм)
«И смех, и грех» (фр. Coexister) — французская музыкальная комедия 2017 года сценариста, режиссёра и актёра Фабриса Эбуэ.

## Сюжет
Маленькую фирму не слишком удачливого музыкального продюсера Николя Лёжёна (Фабрис Эбуэ) купила огромная медиа-корпорация «Деманш». Николя, пытаясь сохранить остатки творческой свободы, получает от её владельца и руководителя Софи Деманш (Матильда Сенье) практически невыполнимое задание: за полгода он должен придумать и реализовать музыкальный проект, способный обеспечить аншлаг в знаменитом парижском зале «Олимпия».
Переслушав целую гору демо-записей самых разных исполнителей, подобранных его верной ассистенткой Сабриной (Одри Лами), почти отчаявшийся Николя как-то вечером заходит к шумящим соседям и бездумно присоединяется к весёлой костюмированной вечеринке. Утром, просматривая вчерашние снимки, он обращает внимание на гостей, одевшихся представителями разных религий — и тут ему в голову приходит совершенно дикая идея. Что, если собрать на сцене кюре, раввина и имама и предложить этому экуменистическому ансамблю запеть о терпимости, взаимопонимании и добрососедстве?
Сабрина вспоминает, что на прежней работе слышала о «поющем раввине» по имени Самуэль (Жонатан Коэн). Найдя его, они узнают, что Самуэль когда-то действительно пытался собрать группу «Волшебные раввины» и даже имел некоторый успех, но однажды крайне неудачно сделал обрезание новорожденному, потерял уверенность в себе и попал в почти наркотическую зависимость от спрея для носа с водой из Мёртвого моря; эта частичка Израиля — единственное, что хотя бы как-то поддерживает несчастного еврея в его глубокой депрессии.
Николя и Сабрина объезжают католические приходы в окрестностях Парижа, посещая церковные службы и слушая пение священников, пока, наконец, не находят отца Бенуа (Гийом де Тонкедек), крайне музыкального священнослужителя с красивым голосом. Тот поддаётся на уговоры только после обещания на доходы от проекта отремонтировать храм.
Найти подходящего имама так и не удалось, и Лёжён в итоге уговаривает обычного парижского араба по имени Монсеф (Рамзи Бедиа), самодеятельного певца из маленького кафе, просто «сыграть» эту роль, и для слушателей, и для товарищей по группе, которую назвали  Coexister («Сосуществовать, жить вместе»). Обман довольно быстро раскрылся, но, поскольку ансамбль явно складывается, и отец Бенуа, и ребе Самуэль в итоге соглашаются продолжать сотрудничество с Монсефом.
Группа начинает в прокуренных парижских зальчиках, снимает несколько красивых клипов, а потом отправляется гастролировать в провинцию, постепенно набирая известность и обрастая поклонниками и даже фанатками. Вот уже и Софи Деманш в телеинтервью пытается присвоить себе заслугу растущей популярности оригинального коллектива служителей таких разных культов. Целая череда случайностей, недоразумений, смешных и небезопасных приключений в долгом путешествии по Франции сближает музыкантов и продюсера. У каждого из них своя национальность, своя культура, свой язык, своя вера, но четырёх совершенно разных людей постепенно связывает настоящая мужская дружба, символом которой становится написанная совместно песня  Coexister.
Отпущенные Николя Лёжёну полгода истекли. В переполненной «Олимпии» группу  Coexister  ждёт колоссальный успех.

## В ролях
| Роль              |  | Персонаж                           |
| ----------------- |  | ---------------------------------- |
| Фабрис Эбуэ       |  | Николя Лёжён, музыкальный продюсер |
| Одри Лами         |  | Сабрин, ассистент Николя Лёжёна    |
| Жонатан Коэн      |  | Самуэль, раввин                    |
| Гийом де Тонкедек |  | отец Бенуа, католический священник |
| Рамзи Бедиа       |  | Монсеф                             |
| Матильда Сенье    |  | Софи Деманш, босс Николя Лёжёна    |
| Беренис Аший      |  | Лу Лёжён, бывшая жена Николя       |